# クロノス・クァルテット
クロノス・クァルテットもしくはクロノス・カルテット (Kronos Quartet) は、アメリカ合衆国の弦楽四重奏団。1973年にヴァイオリニストのデイヴィッド・ハリントンによって結成され、1978年より現在までサンフランシスコを拠点に活動を続けている。当初は男女混合のアンサンブルで、2005年から2013年まで男性のみとなり、2013年2月のチェリスト変更で再び男女混合のアンサンブルになった。

## 「新しい」音楽
クロノス・クァルテットは、現代音楽を専門とし、クロノス・クァルテットのために書き下ろされた作品は600曲を下らない。そのうち、アルヴォ・ペルトやスティーヴ・ライヒ、フィリップ・グラス、テリー・ライリー、ケヴィン・ヴォランズらによる、いわゆるミニマリズムの音楽も含まれている。
クロノス・クァルテットはアゼルバイジャン出身のフランギス・アリ＝ザデーやアルゼンチン出身のオスバルド・ゴリホフに至るまで、世界各国の作曲家を取り上げている（ちなみにゴリホフは『キャラバン』などのアルバムにおいてクロノス・クァルテットの編曲者も務めている）。近年は、30歳未満の若手作曲家への委嘱プランに着手している。

## 音楽の多様性
クロノス・クァルテットは、さまざまな音楽ジャンルにわたって演奏活動を続けている。実験音楽ばかりでなく、古典派以前のクラシック音楽、ラテン・アメリカやアフリカの民族音楽、ジャズ、タンゴなどである。また近作の映画音楽も担当している。もともとクロノス四重奏団が名声をつかんだきっかけは、ジミ・ヘンドリックスの「紫のけむり」の編曲版の演奏・録音によってであり、その後もビル・エヴァンスやセロニアス・モンクらの作品の編曲を集中的に録音するなど、今なおポピュラー音楽とのクロスオーバーに意欲的である。
また作曲家と協力関係を結ぶだけでなく、世界中のさまざまなアーティストとも共演を続けている。インドの歌手アシャ・ボスレ、メキシコのロックバンド「カフェ・タクバ」、ルーマニアのジプシー楽団「タラフ・ドゥ・ハイドゥークス」、晩年の詩人アレン・ギンズバーグ、モダン・ジャズ・カルテット、デヴィッド・ボウイ、ビョークなどである。作曲家のチャールズ・アイヴズとは、その遺産の生前のテープ録音によって共演を果たしている。
アメリカ国内のソプラノ歌手、ドーン・アップショーとの共演によるアルバン・ベルクの《抒情組曲》初稿の全曲録音は、2004年度グラミー賞室内楽部門最優秀賞に輝いた。

## メンバー

### 現メンバー
- デイヴィッド・ハリントン (David Harrington) - ヴァイオリン (1973年- )
- ガブリエラ・ディアス (Gabriela Diaz) - ヴァイオリン (2024年- )
- アヤネ・コサザ (Ayane Kosaza) - ヴィオラ (2024年- )
- ポール・ウィアンコ（英語版） (Pual Wianco) - チェロ (2022年- )

### 旧メンバー
- ジム・シャレンバーガー (Jim Shallenberger) - ヴァイオリン (1973年-1975年)
- ロイ・ルイス (Roy Lewis) - ヴァイオリン (1975年-1977年)
- エラ・グレイ (Ella Gray) - ヴァイオリン (1977年-1978年)
- ジョン・シャーバ (John Sherba) - ヴァイオリン (1978年-2024年)
- ティム・キリアン (Tim Killian) - ヴィオラ (1973年-1976年)
- マイケル・ジョーンズ (Michael Jones) - ヴィオラ (1976年-1978年)
- ハンク・ダット (Hank Dutt) - ヴィオラ (1978年-2024年)
- ウォルター・グレイ (Walter Gray) - チェロ (1973年-1978年)
- ジョーン・ジャンルノー (Joan Jeanrenaud) - チェロ (1978年-1999年)
- ジェニファー・カルプ (Jennifer Culp) - チェロ (1999年-2005年)
- ジェフリー・ジーグラー (Jeffrey Zeigler) - チェロ (2005年-2013年)[1]
- サニー・ヤン (Sunny Jungin Yang) - チェロ (2013年-2021年)